# Jean-Baptiste Janssens
Jean-Baptiste Janssens, S.J. (1889. december 22. – 1964. október 5.) a Jézus Társasága 27. nagygenerálisa.

## Ifjúkora, tanulmányai
A belgiumi Mechelen városában született.
Tanulmányait a hasselti diokéziánus középiskolában folytatta. Egyetemi éveiben filozófiát és klasszika-filológiát hallgatott a Szt. Aloysius Egyetemi Fakultáson, Brüsszelben. Drongenben, 1907. szeptember 23-án lépett be a jezsuita rendbe, novicként. 1909 szeptemberében volt első eskütétele.
A szokásos kétéves filozófia oktatást követően, melyet a leuveni jezsuita Kollégium Maximum-ban kapott, polgárjogban nyert doktorátust a Leuveni Katolikus Egyetemen. Ezt követően Rómában, a Gregorián Egyetemen tanult (1921-23), és kánonjogból szerzett újabb doktorátust.
A kánonjogot oktatta 1923 és 1929 között a leuveni Kollégium Maximusban. Az egyetem rektora lett 1929. augusztus 17-én.
A rend tercián mesterévé jelölték 1935-ben, majd 1938-ban a jezsuiták észak-belga provinciájának rendfőnöke lett.
1939-ben Janssens atya hivatalos látogatást tett a zairei jezsuita misszióban. A terület az idő tájt Belgium protektorátusa volt Belga Kongó néven. E látogatástól, és római tanulmányútjától eltekintve élete nagy részét saját provinciájában töltötte - Leuvenben, Drongenben,Antwerpenben és Brüsszelben.
1945-ben zsidó gyerekeket bújtatott nagy számban brüsszeli provinciálisi rezidenciáján. E tette révén kapta a "nemzetek igazságosa" címet.

## Megválasztása
1942-ben meghalt Wlodimir Ledochowski atya, a jezsuiták nagygenerálisa. A második világháború miatt a nagygenerális helyettese, Norbert de Boynes nem tudta összehivni a jezsuita nagygyűlést és lényegében három évig ő vezette a társaságot.
A háború után az első jezsuita rendi nagygyűlést – a 29-iket – 1946. szeptember 6. és október 23. között tartották Rómában. Janssens képviselte a belga provinciát. A háború következményei miatt a gyűlés meglehetősen spártai körülmények között zajlott, és a megjelentek ellátását részben az Európán kivüli országok követei biztosították. 1946. szeptember 15-én az akkor 57 éves Janssens-t megválasztották a társaság nagygenerálisának.

## A generátus
Jó egészségnek örvendve, és a vendégszerető római levegő miatt az albániai hegyek között vettek a generális és kúriája számára birtokot, Róma délkeleti részén. A tulajdon, Villa Cavaletti néven jól ismert a környékbeliek által, nem csak a generális és kúriája számára, de a római jezsuitáknak is hajlékot nyújtott a visszavonulásra és lelki feltöltődésre. A Gregorián Egyetem provesszorai és hallgatói is pár napos megbékélésre leltek itt.
Híres írása, Instrukciók a Szociális Apostolátushoz (1949) mérföldkő volt a társaság útján az ún. társadalmi kérdésekben való elköteleződés felé. Janssens nagygenerális kihívást mutatott kollégáinak. Az akkori idők nyelvén, a generális beszédei teljesen kiirtották a kasztszellemet a jezsuiták és
tanítványaik között. Nem volt szabad a kapitalistákkal és a gazdagokkal egy területen mozogniuk. Különösen azok, akik a kollégiumok vezetőségében munkálkodtak, érdeklődésüket és figyelmüket a proletariátus felé voltak kötelesek irányítani legalább olyan mértékben, ha nem jobban, mint a módosak felé. El tudjuk képzelni, milyen hatása volt ezeknek a szavaknak a tanintézetekben. Mindazonáltal a főiskolákkal szemben érzett elégedetlenség erős maradt, különösen a fiatal jezsuiták körében.
1957-ben tizenegy év hivatali idő után összehívták a 30-adik nagygyűlést, hogy algenerálist válasszanak. A szeptember 6. és november 11. közötti ülés alatt a delegátusok a kanadai John Swain atyát jelölték a posztra.
1960-ban az oktatásban foglalatoskodóknak engesztelő levelet írt a generális. Különösen azoknak címezte, akik kételybe estek azt illetően, hogy a tanintézetek vezetése megfelel a társaság szabályainak, illetőleg azoknak, akik úgy érezték, ezek nem azonosultak Szt. Ignác lelkületével.
Janssens atya fontos lépéseket tett az oktatási apostolátus újrastrukturálásában. Mind provinciális, mind nemzeti szinten felállította az általános prefektusok tanulmányi hivatalait. Ily módon a kollégiumok jobb irányítást kaptak mind provinciális, mind nemzeti szinten, ugyanakkor  szorosabb nemzetközi együttműködésben is részesültek. Számos látogatót jelölt ki a kollégiumok számára az olyan országokban és régiókban mint pl. Spanyolország vagy Latin-Amerika. A társaságon belül bátorították a nemzeti és regionális oktatási szerveződéseket. Statútumokban dolgozták ki a tanulmányok prefektusainak munkáját. Az első nemzetközi találkozót 1960-ban, Rómában rendezték meg a kollégiumi apostolátus szakértői számára. Ennek célja az volt, hogy az inspirációk és a tettek általános kritériumait kidolgozzák. A társaság munkálkodása az oktatásban professzionális karaktert kezdett nyerni.
XXIII. János Pápa összehívta a második vatikáni zsinatot 1962-vel kezdődően, hogy találjanak megoldást az olyan problémákra, mint amivel Janssens atyának kellett szembenéznie generálisi időszakában, és amivel nehézséget jelentett megbirkóznia.

## Utolsó évek
Utolsó éveiben Janssens  atyának a széthúzással kellett szembenéznie mind a társaságon, mind az egyházon belül. Némely megfigyelő szerint ez a modernizmus vagy másképp a neomodernizmus masszív újra-kiformálódása volt. Mások a társadalom általános liberalizálódásában és minden intézményel szembenállásában látták az okot.
Ő volt az utolsó, aki 36 000 embert tudhatott a társaság szervezetében. Az ezt követő harminc év során állandó volt a létszámfogyatkozás. A társadalmon és az egyházon belüli forrongás nem akart szűnni.
Janssens atya nagygenerálisként eltöltött 18 év és egy hónap után, 1964. október 5-én, 75 éves korában hunyt el. Testét a római Campo Verano jezsuita mauzóleumba, a Rómában elhunyt jezsuiták temetkezési helyén temették el.